# Hidaskürt
Hidaskürt (szlovákul Mostová) község Szlovákiában, a Nagyszombati kerületben, a Galántai járásban.

## Fekvése
Galántától 8 km-re délnyugatra, a Dudvág és a Fekete-víz partján fekszik.

## Története
1245-ben "Curty" néven említik először, az egykori Feketenyék határjárásában. A továbbiakban 1252-ben, 1255-ben, 1260-ban, 1271-ben, 1274-ben, 1276-ban, 1277-ben, 1291-ben, 1297-ben és 1299-ben említik.
Neve a magyar "Kürt" törzsnévből származik, névelőtagja vízen itt átívelő hídra utal. Pozsony várának tartozéka volt. Egykori templomát 1396-ban említik először, később a török harcokban megrongálódott és a 18. század közepén le kellett bontani. A falu a 14. század elején Csák Máté birtoka lett. A település ebben az időben Kis- és Nagykürt részekre szakadt, de volt külön Kürt és Nemeskürt is. 1491-től Sempte várának uradalmához tartozott. 1624-ben az Eszterházy család szerezte meg, melynek birtokközpontja Galántán volt. A 17. század közepén Széchenyi Lőrinc szerzett itt birtokot. Iskolájának legkorábbi említése 1774-ből származik. 1817-ben a tallósi uradalom része lett.
Vályi András szerint "HÍDAS KÜRT. Magyar falu Posony Várm. lakosai katolikusok, fekszik Viszkelettől 1/4 órányira, Dudvág vize mellett, főldes Ura G. Eszterházy Uraság, két nyomásra vannak szántó földgyei osztva, réttye, legelője, és fája van."
Fényes Elek szerint "Hidas-Kürth, Pozsony m. magyar falu, a Dudvágh vizénél, Diószegtől délre 1 1/2 mfldnyire. Lakja 1132 kath. Van egy kath. paroch. temploma, tágas termékeny határa, szép erdeje, sok rétje. F. u. gr. Eszterházy Mihály. Ut. p. Cseklész."
A trianoni békeszerződésig Pozsony vármegye Galántai járásához tartozott. Ezután Csehszlovákia része lett. 1938 és 1945 között ismét visszakerült Magyarországhoz. A szocializmus idején központi község volt a Vörös Csillag EFSz révén (mely a rendszerváltás után megszűnt). 1990-ben alapították szakközépiskoláját. Napjainkban is mezőgazdasági település, bár sokan járnak dolgozni Galánta üzemeibe és kis nyomdája is van (az egykori szövetkezet irodaépületében).

## Népessége
| Év:            | 1994. | 2004.   | 2014.   | 2024.   |
| -------------- | ----- | ------- | ------- | ------- |
| Emberek száma: | 1574  | 1591    | 1596    | 1562    |
| Eltérés:       |       | +1,08 % | +0,31 % | -2,13 % |

| Év:            | 2023. | 2024.   |
| -------------- | ----- | ------- |
| Emberek száma: | 1566  | 1562    |
| Eltérés:       |       | -0,25 % |

1880-ban 1555 lakosából 1434 magyar és 54 szlovák anyanyelvű volt.
1890-ben 1627 lakosából 1580 magyar és 36 szlovák anyanyelvű volt.
1900-ban 1661 lakosából 1615 magyar és 35 szlovák anyanyelvű volt.
1910-ben 1559 lakosából 1546 magyar és 11 szlovák anyanyelvű volt.
1921-ben 1606 lakosából 1589 magyar és 10 csehszlovák volt.
1930-ban 1677 lakosából 1590 magyar és 21 csehszlovák volt.
1941-ben 1698 lakosából 1687 magyar és 9 szlovák volt.
1970-ben 1741 lakosából 1505 magyar és 225 szlovák volt. 
1980-ban 1715 lakosából 1560 magyar és 152 szlovák volt. 
1991-ben 1606 lakosából 1443 magyar és 151 szlovák volt. 
2001-ben 1600 lakosából 1409 magyar és 177 szlovák volt.
2011-ben 1595 lakosából 1269 magyar és 283 szlovák volt.
2021-ben 1578 lakosából 1182 (+40) magyar, 317 (+28) szlovák, 4 (+3) cigány, 7 egyéb és 68 ismeretlen nemzetiségű volt.

## Neves személyek
- Itt született Halmi Jenő (1877-1937 után) színész, színházigazgató.
- Itt tanított Gágyor József (1941) pedagógus, néprajzi gyűjtő, helytörténész.
- Itt tanított Szanyi Mária (1945) néprajzkutató, pedagógus.
- Itt szolgált Szaiff János római katolikus plébános.
- Itt szolgált Herodek Antal (1872–1951) főesperes, plébános.

## Nevezetességei
- A Szent Kereszt Felmagasztalása tiszteletére szentelt római katolikus templomát – a korábbi templom helyén – 1759-ben gróf Eszterházy Károly egri püspök püspök építtette, későbarokk stílusban. Tervezője Fellner Jakab volt. 1763-ban sekrestyével bővítették. Falfestményeit 1960-ban Massányi Ödön festette. Főoltára 19. századi. Felszereléséből figyelmet érdemel az az 1729-ben készített monstrancia, melyet Buday Mihály és felesége, Kása Judit adományozott a templomnak.
- Kiss Sándor akadémiai festő szobra.

## Külső hivatkozások
- Hivatalos oldal Archiválva 2007. április 30-i dátummal a Wayback Machine-ben
- Községinfó
- Hidaskürt Szlovákia térképén
- E-obce.sk